# ドラゴンライナー

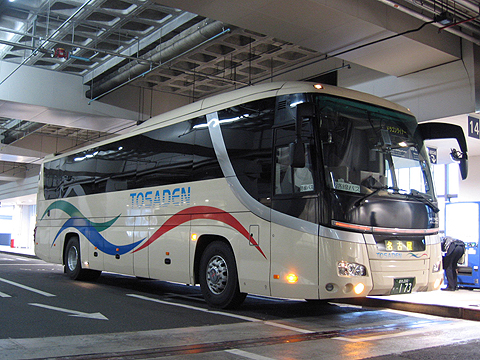
ドラゴンライナー（土佐電気鉄道）

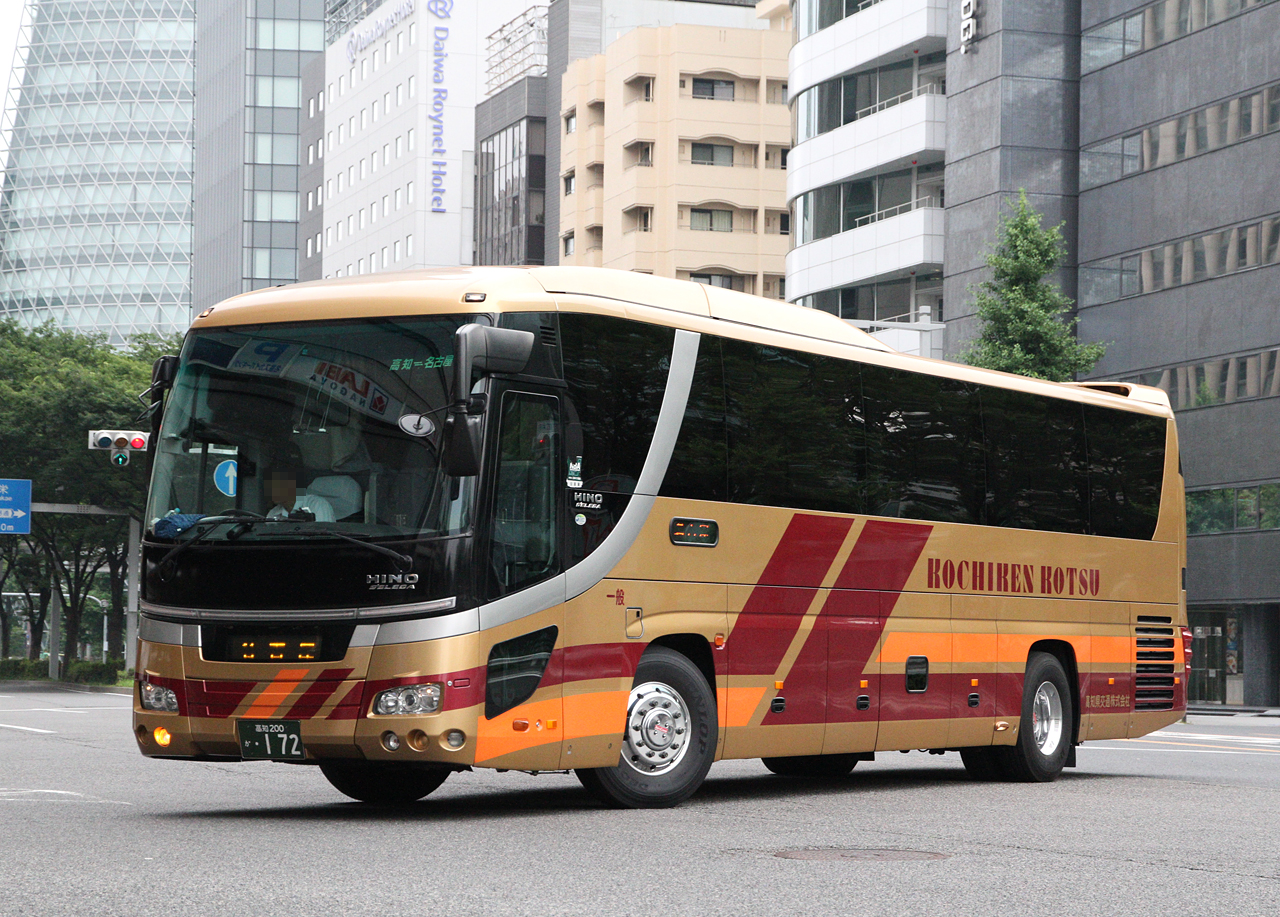
ドラゴンライナー（高知県交通）

ドラゴンライナーとは愛知県名古屋市・京都府京都市と徳島県三好郡東みよし町・高知県長岡郡大豊町・高知市を結んでいた夜行高速バス路線である。
予約指定制のため、乗車には予約が必要。原則として乗車前にあらかじめ乗車券を購入しなければならなかった。

## 運行会社
- とさでん交通（2014年9月30日までは高知県交通・土佐電気鉄道が共同で運行していた）
  - 名古屋側の運行支援は名古屋バスが、予約・発券は名鉄バス（名古屋中央営業所）が、京都側の予約・発券は  京阪バス が担当していた。

## 沿革
- 2004年8月1日 - 運行開始。
- 2016年10月1日 - ダイヤ改正を実施。以前に運行していた京都と高知を結ぶ京都高知線と統合し、京都駅八条口を新設。高知市内では、知寄町が廃止され、桟橋高知営業所が新設された。
- 2021年12月31日 - 廃止[1]。

## 運行経路・停車停留所
太字は停車停留所。名鉄バスセンター - 京都駅八条口間および三好BS - 桟橋高知営業所間のみの利用は不可。また、京都駅八条口 - 三好BS間のみの利用も不可。
- 名鉄バスセンター - 名神高速道路 - 京都駅八条口- 山陽自動車道 - 神戸淡路鳴門自動車道 - 徳島自動車道 - 三好BS - 高知自動車道 - 大豊 - 国道32号 - 中野団地北口 - 一宮バスターミナル- 高知駅 -はりまや橋 - （とさでん交通）桟橋高知営業所

## 使用車両
- 原則として日野・セレガ独立3列シート車にて運行していた。